# Liste der Wappen im Landkreis Augsburg
Die Liste der Wappen im Landkreis Augsburg zeigt die Wappen der Städte, Märkte und Gemeinden im bayerischen Landkreis Augsburg.

## Landkreis Augsburg

Landkreis Augsburg Unter von Rot und Silber gespaltenem Schildhaupt, gespalten von Silber und Blau, vorne ein rotes Ulrichskreuz, hinten eine goldene Lilie.
Lage des Landkreises Augsburg in Bayern
Lage des Landkreises Augsburg in Deutschland
Landkreis Augsburg (–1972) Unter von Rot und Silber gespaltenem Schildhaupt gespalten; vorne in Gold eine blaue, heraldische Lilie; hinten fünfmal schräglinks geteilt von Silber und Rot, überdeckt mit einem goldenen Pfahl.
Landkreis Schwabmünchen (–1972) Unter Schildhaupt mit den bayerischen Rauten gespalten von Silber und Blau; vorne ein rotes Tatzenkreuz, hinten eine goldene heraldische Lilie.
Landkreis Wertingen (–1972) Zweimal geteilt und unten gespalten; oben in Gold ein schreitender, herschauender, rot bewehrter schwarzer Löwe, in der Mitte die bayerischen Rauten, unten Rot und Silber.

## Wappen der Städte, Märkte und Gemeinden

Gemeinde Adelsried In Blau über zwei gekreuzten silbernen Rodungsbeilen an goldenen Stielen ein goldenes Tatzenkreuz.[1]
Gemeinde Allmannshofen Gespalten; vorne in Silber blaues Eisenhutfeh in drei Reihen; hinten im Eisenhutschnitt gespalten von Gold und Rot.
Gemeinde Altenmünster In Schwarz ein in zwei Reihen von Rot und Silber geschachter Schrägbalken; darüber zwei nebeneinander stehende goldene Kugeln, darunter ein goldener Kessel.
Gemeinde Aystetten In Blau ein schräglinkes goldenes Spitzeneichenblatt, rechts oben schwebend eine goldene Eichel.
Markt Biberbach Geteilt und unten gespalten; oben in Rot eine silberne Kirche, unten vorne in Silber ein aufgerichteter schwarzer Biber, hinten in Blau ein silberner Schrägbach.
Stadt Bobingen In Blau eine silberne Spitze, darin ein schwarzes Hufeisen.
Gemeinde Bonstetten In Schwarz ein von Silber und Rot in zwei Reihen geschachter Schrägbalken, beseitet von je einem goldenen Kleeblattkreuz.
Markt Diedorf Gespalten von Rot und Silber mit einem gesenkten, von Silber und Blau gespaltenen Wellenbalken; vorne ein halbes goldenes, mit acht silbernen Messern besetztes Rad am Spalt, hinten an einem Stiel mit zwei Blättern eine rote heraldische Rose mit goldenen Butzen.
Markt Dinkelscherben Gespalten von Rot und Silber, belegt mit einem grünen Blumenscherben, aus dem drei goldene Dinkelhalme wachsen.
Gemeinde Ehingen In Silber ein steigendes blaues Einhorn, belegt mit einer goldenen Schräglinksleiste.
Gemeinde Ellgau Wellenförmig geteilt von Blau und Silber; oben ein goldenes Floß mit Ruder, unten über blauem Zinnenschildfuß ein oben gezinnter blauer Balken.
Gemeinde Emersacker Von Gold und Blau im Wolkenschnitt geteilter Schildbord; in Silber nebeneinander eine rote Ähre und eine blaue Lilie.
Markt Fischach In Rot ein silberner Wellenbalken begleitet oben von einem nach rechts, unten von einem nach links schwimmenden silbernen Fisch.
Gemeinde Gablingen Gespalten von Blau und Gold; vorne auf einem grünen, mit silbernem Querfluss belegten Dreiberg ein silbernes Schloss mit hohem Giebel und rot gedecktem Turm, hinten eine blaue Lilie.
Stadt Gersthofen Gespalten von Rot und Silber, im Fuß belegt mit einem blauen Querfluss, über dem ein Kammrad in verwechselten Farben schwebt.
Gemeinde Gessertshausen Auf von Rot und Silber schräggeteiltem Schild eine stehende, goldengekrönte und nimbierte Madonna in blauem Mantel und rotem Kleid, auf dem rechten Arm das Kind, in der Linken einen Rosenzweig haltend.
Gemeinde Graben In Blau über einem silbernen Schaufelblatt ein steigendes goldenes Reh, darüber im rechten Obereck eine goldene Lilie.
Gemeinde Großaitingen In von Weiß und Blau gerautetem Schild eine goldene Kugel mit innerer Einfasslinie und Querstrich (Reichsapfel).
Gemeinde Heretsried In Rot ein senkrecht gestelltes, goldenes Schwert, beseitet rechts von einem einwärts gewendeten silbernen Äbtissinnenstab, links von einer einwärts gekehrten silbernen Reuthaue.
Gemeinde Hiltenfingen In Silber ein durchgehendes schwarzes Tatzenkreuz, belegt mit einem blauen Schildchen, darin ein gesenkter, silberner Sparren.
Gemeinde Horgau Gespalten; vorne in Silber auf grünem Boden zwei grüne Schilfrohrstängel mit schwarzen Kolben, hinten in Blau zwei silberne, mit silbernen Rosen besteckte Spitzen.
Gemeinde Kleinaitingen In Rot ein goldener Reichsapfel mit Kreuz.
Gemeinde Klosterlechfeld In von Rot und Silber gespaltenem Schild ein von Silber und Rot gespaltenes Antoniuskreuz, beseitet von zwei sechsstrahligen Sternen in den gleichen Farben.
Stadt Königsbrunn In Rot über einem aus dem unteren Schildrand aufwachsenden silbernen Ziehbrunnen schwebend eine goldene Königskrone.
Gemeinde Kühlenthal Über silbernem Schildfuß, darin ein durchgehender oben gezinnter blauer Balken, in Blau eine goldene Sumpfdotterblumenstaude mit zwei Blüten.
Gemeinde Kutzenhausen Gespalten von Rot und Silber; vorne eine gefüllte silberne Rose mit Stiel und rotem Butzen, hinten ein schwebendes rotes Kreuz.
Gemeinde Langenneufnach Geteilt von Silber und Rot mit je einem golden beschlagenen Jägerhorn in verwechselten Farben unter einem sechsstrahligen oben blauen, unten silbernen Stern.
Gemeinde Langerringen In Blau auf grünem Berg ein oben stumpfer silberner Quaderturm mit offenem Tor.
Gemeinde Langweid a.Lech Gespalten von Rot und Silber, hinten ein blauer Schräglinksfluss.
Markt Meitingen In Rot über einem silbernen Querfluss der Rumpf eines goldbewehrten silbernen Bären mit goldenem Halsband und Halsring.
Gemeinde Mickhausen In Blau ein steigender goldener Hirsch über drei, zwei zu eins gestellten goldenen Kugeln.
Gemeinde Mittelneufnach Gespalten von Rot und Silber; vorne ein goldenes Radkreuz, hinten ein roter Steinbockkopf.
Stadt Neusäß In Rot ein goldener Pfahl, vorne eine nimbierte silberne Taube, hinten der silberne Doppelbuchstabe R.
Gemeinde Nordendorf Gespalten von Blau und Silber, darin über einem roten Ring ein obengezinnter Balken in verwechselten Farben.
Gemeinde Oberottmarshausen In Grün ein roter Pfahl, darin eine silberne Gemarkungssäule.
Gemeinde Scherstetten Schild gespalten; vorne gespalten von Rot, Grün und Silber; hinten in Schwarz ein frei stehendes goldenes Kleeblattkreuz; im Schildfuß ein goldener, mit einem blauen Querfluss belegter Dreiberg.
Stadt Schwabmünchen In von Rot und Silber geteiltem Schild ein Gemarkungszeichen in Form eines blauen Reichsapfels (mit goldenem Kreuz und einer blauen Kugel mit goldenem Reif).
Stadt Stadtbergen In Rot über einer durchgehenden silbernen Mauer eine silberne Kirche mit Sattelturm in Choransicht; im Schildfuß fünf, drei zu zwei angeordnete grüne Hügel.
Markt Thierhaupten Unter dem von Silber und Blau geweckten Schildhaupt in Blau der Rumpf einer goldenen Hirschkuh.
Gemeinde Untermeitingen In Rot über drei, zwei zu eins gestellten sechsstrahligen goldenen Sternen ein silberner Seelöwe.
Gemeinde Ustersbach Geteilt von Blau und Silber; oben ein aufspringender goldener Hirsch, unten ein wachsender roter Abtsstab.
Gemeinde Walkertshofen Gespalten von Rot und Silber, über gespaltenem Dreiberg in verwechselten Farben ein durchgehender, oben gezinnter goldener Balken.
Gemeinde Wehringen In Rot ein auf die Spitze gestellter silberner Triangel, an dessen Querbalken unten zwei eggenartige Zähne angebracht sind, darüber eine goldene Mitra.
Markt Welden In Gold auf grünem Hügel zwischen zwei grünen Tannen eine silberne Turmruine.
Gemeinde Westendorf Geteilt; oben geteilt von Silber und Rot, unten in Silber ein schwarzer Ring.
Markt Zusmarshausen In Rot auf grünem Boden ein kapellenartiges silbernes Haus mit blauem Dach, aus dessen offenem Tor ein silberner Bach fließt.

## Ehemalige Gemeinden mit eigenem Wappen

Gemeinde Achsheim Gespalten von Rot und Silber; vorne ein silberner Schrägfluß, hinten drei nebeneinander stehende schwarze Kreuze auf grünem Dreiberg.[2]
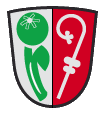
Gemeinde Affaltern Gespalten von Silber und Rot; vorne ein schrägliegender grüner Zweig, daran oben ein grüner Wildapfel; hinten ein schräglinks liegender silberner Äbtissinnenstab.
Gemeinde Agawang In Rot ein goldener Pfahl; vorne ein silberner Sparren, hinten eine aus dem Schildfuß wachsende silberne Gleve.[3]
Gemeinde Anhausen Gespalten von Rot und Silber; hinten drei nebeneinanderstehende schwarze Wecken, die mit einem silbernen Balken belegt sind.[4]
Gemeinde Anried In Blau ein goldener Sparren, bewinkelt von drei sechsstrahligen goldenen Sternen.[5]
Gemeinde Aretsried In Gold über grünem Dreiberg ein senkrecht gestelltes blaues Schwert, beseitet von zwei einwärts gekehrten grünen Bögen.
Gemeinde Auerbach Gespalten von Rot und Silber mit zwei schräggekreuzten, durchgehenden Abtsstäben in verwechselten Farben; ihnen aufgelegt ein schwarzes Schildchen, darin ein oben mit silbernen Federn besteckter silberner Ring.[6]
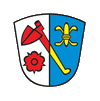
Gemeinde Baiershofen Gespalten von Silber und Blau, belegt mit einer schräg gestellten, von Rot und Gold gespaltenen Reuthaue; vorne unten eine rote Rose, hinten oben eine goldene Lilie.
Gemeinde Batzenhofen In Silber eine fünfblättrige Staude, auf deren unteren Zweigen zwei einander zugekehrte grüne Beizvögel sitzen.[7]
Gemeinde Biburg bei Augsburg In Blau ein durchgehendes silbernes Andreaskreuz, belegt mit einem goldenen Schild, darin im Schildhaupt ein schmaler blauer Wellenbalken über grünem Dreiberg.[8]
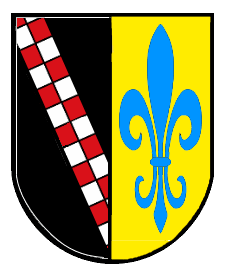
Gemeinde Birkach Gespalten von Schwarz und Gold; vorne ein von Silber und Rot in zwei Reihen geschachter Schrägbalken, hinten eine blaue Lilie.
Gemeinde Breitenbronn Gespalten von Gold und Grün; vorne ein grüner Drache, hinten eine wachsende goldene Fichte.
Gemeinde Buch Gespalten von Silber und Blau; vorne ein schwebendes rotes Balkenkreuz, hinten ein goldenes Schwert mit schwarzem Griff; das Ganze überdeckt mit einem goldenen Balken.[9]
Gemeinde Deubach Im roten Schildfuß eine von je einem sechsstrahligen goldenen Stern begleitete, eingeschweifte silberne Spitze, darin ein sechsstrahliger goldener Stern; darüber in Gold ein aufrechter, rot gezungter schwarzer Bär, der einen silbernen Baumstamm auf der linken Schulter trägt.[10]
Gemeinde Deuringen Gespalten von Silber und Blau; vorne übereinander drei blaue Balken mit fünf, vier und zwei Zinnen; hinten eine mit einer silbernen Rose mit goldenen Butzen besteckte, aus dem Schildfuß aufwachsende silberne Spitze.[11]
Gemeinde Döpshofen In Blau ein durchgehendes goldenes Tatzenkreuz, in dessen Winkeln je eine silberne heraldische Rose mit goldenen Butzen und Kelchblättern.[12]
Gemeinde Edenbergen Geteilt von Silber und Rot, oben ein schreitender rot bewehrter blauer Löwe, der eine silberne Lilie in der linken Vorderpranke trägt; unten drei, eins zu zwei gestellte, silberne Lilien.
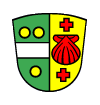
Gemeinde Eppishofen Gespalten von Grün und Gold; vorne über einem silbernen Balken zwei goldene Kugeln, darunter eine goldene Kugel; hinten eine rote Muschel, darüber und darunter je ein schwebendes rotes Balkenkreuz.
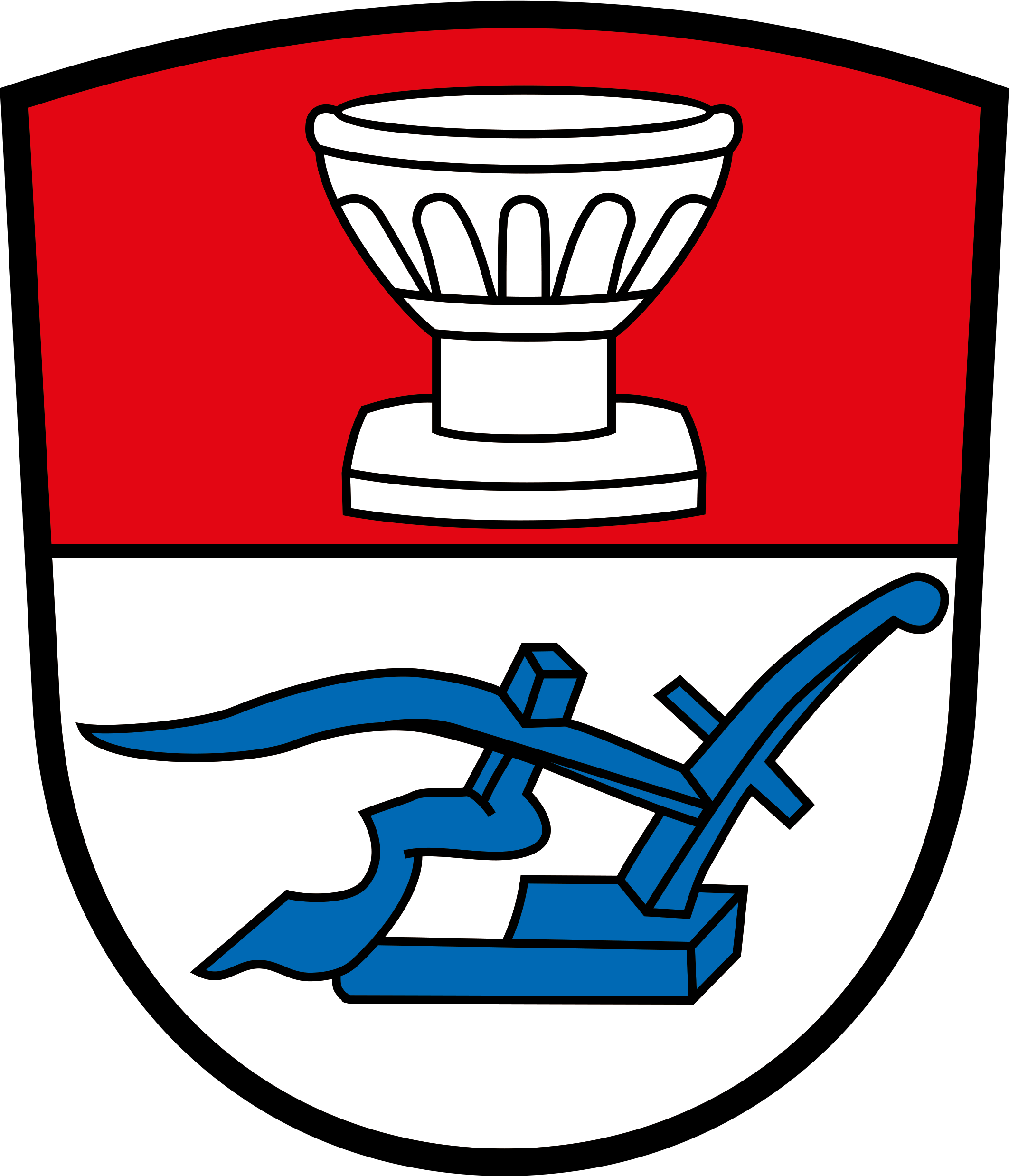
Gemeinde Erlingen Geteilt von Rot und Silber; oben ein silberner Taufstein, unten ein blauer Pflug.
Gemeinde Ettelried Gespalten von Blau und Gold mit einem Patriarchenkreuz in verwechselten Farben. In den unteren Winkeln je ein sechsstrahliger Stern in verwechselten Farben (Wappen wurde von der Gemeinde ohne Sterne geführt).
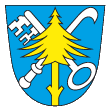
Gemeinde Feigenhofen In Blau schräg gekreuzt ein silberner Schlüssel und ein silbernes Messer, aufgelegt eine durchgehende goldene Tanne.
Gemeinde Fleinhausen Über goldenem Wellenschildfuß, darin eine rote Münze mit goldener Ziffer, gespalten von Rot und Silber; vorne ein silbernes, hinten ein rotes Schwert, beide mit goldener Parierstange und schwarzem Griff.
Gemeinde Gabelbach In Rot zwei gekreuzte silberne Heugabeln.
Gemeinde Gabelbachergreut Gespalten von Rot und Silber mit zwei senkrecht stehenden Reuthauen in verwechselten Farben; unten im ganzen überdeckt mit einem blauen Wellenbalken.
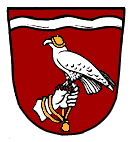
Gemeinde Gennach In Rot unter silbernem Wellenbalken eine silberne behandschuhte Hand, darauf sitzend ein rotbewehrter silberner Falke mit goldener Kappe.
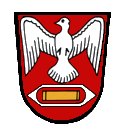
Gemeinde Grimoldsried In Rot über einem silbernen Weberschiffchen mit goldener Garnspule eine auffliegende silberne Taube in Vorderansicht.
Gemeinde Grünenbaindt Gespalten von Rot und Gold; vorne ein gestürzter silberner Schlüssel, hinten übereinander drei schwarze Wolfsangeln.[13]
Gemeinde Häder In Schwarz ein durchgehendes goldenes Kleeblattkreuz, unten unterlegt von einem silbernen Wellenbalken; in den oberen Winkeln drei, eins zu zwei gestellte silberne Steine und eine mit goldenen Steinen besetzte silberne Krone.
Gemeinde Hainhofen Geteilt von Schwarz und Gold; oben eine goldene heraldische Lilie, unten zwei schwarze Schrägbalken.[14]
Gemeinde Hammel Gespalten von Rot und Silber; hinten der Rumpf eines roten Steinbocks, im Schildfuß ein grüner Dreiberg.
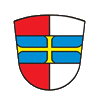
Gemeinde Hegnenbach Gespalten von Rot und Silber, überdeckt mit einem blauen Balken, darin ein durchgehendes, schmales, goldenes Tatzenkreuz.
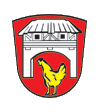
Gemeinde Hennhofen In Rot ein strohgedecktes silbernes Bauernhaus, in dessen breiter Toröffnung eine goldene Henne steht.
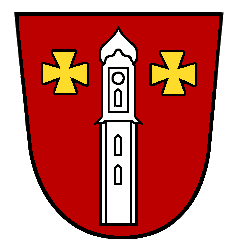
Gemeinde Herbertshofen In Rot ein silberner Kirchturm, oben beseitet von je einem goldenen Ulrichskreuz.
Gemeinde Hirblingen In Schwarz unter einem waagrecht liegenden, mit schwarzem Ornament versehenen goldenen Beschlagstück ein goldenes Radstück.
Gemeinde Horgauergreut In Silber zwei gekreuzte rote Reuthauen; im Schildhaupt ein silberner Zinnenbalken.[15]
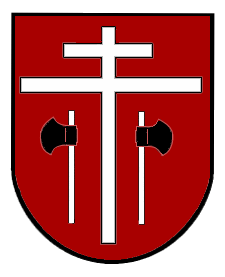
Gemeinde Klimmach In Rot ein silbernes Patriarchenkreuz, unten beseitet von zwei nach auswärts gewendeten silbernen Beilen mit goldenen Stielen.
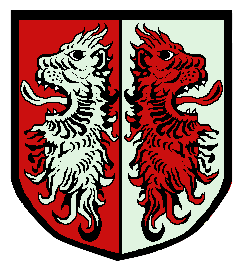
Gemeinde Konradshofen Gespalten von Rot und Silber mit zwei abgewendeten Löwenköpfen in verwechselten Farben.
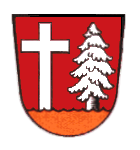
Gemeinde Kreuzanger In Rot auf goldenem Boden rechts ein silbernes Tatzenkreuz, links ein silberner Nadelbaum.
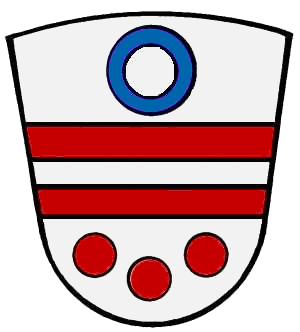
Gemeinde Langenreichen Zweimal geteilt; oben in Silber ein blauer Ring, in der Mitte in Rot ein silberner Balken, unten in Silber drei, zwei zu eins gestellte rote Kugeln.
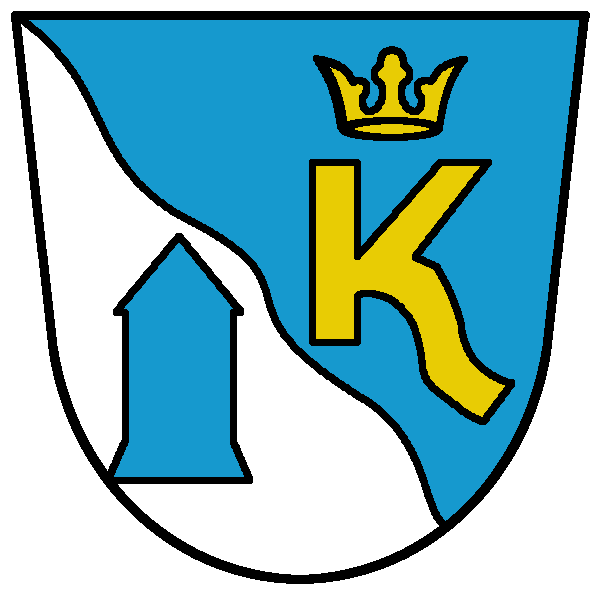
Gemeinde Lauterbrunn Im Wellenschnitt schräg geteilt von Blau und Silber; oben der golden gekrönte goldene Großbuchstabe K, unten ein blauer Eisenhut.
Gemeinde Leitershofen Unter einem von Rot und Silber gespaltenen Schildhaupt, darin zwei liegende Wecken in verwechselten Farben, gespalten von Silber und Rot mit einer heraldischen Lilie in verwechselten Farben.
Gemeinde Lindach In Rot ein silberner Berg mit vier erhöhten Kuppen, darauf ein stehender silberner Wolf.
Gemeinde Lützelburg Gespalten von Blau und Silber; vorne ein durchgehendes goldenes Kreuz, hinten ein grüner Obstbaum auf grünem Boden.
Gemeinde Margertshausen Gespalten von Blau und Gold; vorne ein durchgehendes goldenes Tatzenkreuz, hinten nebeneinander drei blaue Getreideähren; im Schildfuß drei, eins zu zwei gestellte rote Backsteine.
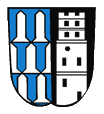
Gemeinde Markt Gespalten: vorne in Blau silbernes Eisenhutfeh in drei Reihen; hinten in Schwarz ein silberner Turm.
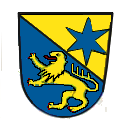
Gemeinde Mittelstetten Schräg geteilt von Gold und Blau; oben ein sechsstrahliger blauer Stern, unten ein rot bewehrter goldener Löwe.
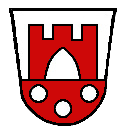
Gemeinde Münster Geteilt von Silber und Rot; oben ein gezinntes rotes Burgtor, unten drei, zwei zu eins gestellte silberne Kugeln.
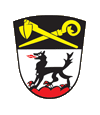
Gemeinde Neumünster Geteilt von Schwarz und Silber; oben schräg gekreuzt eine goldene Reuthaue und ein goldener Krummstab, unten auf rotem Vierberg stehend ein schwarzer, rotbewehrter Wolf.
Gemeinde Oberschöneberg Geschacht von Schwarz und Silber, belegt mit einem roten Balken; im Schildfuß ein roter Dreiberg.
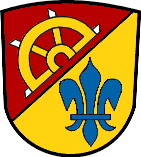
Gemeinde Ortlfingen Schräg links geteilt von Rot und Gold; kben ein schräg links gestelltes, halbes, mit silbernen Messern besetztes goldenes Rad, unten eine blaue Lilie.
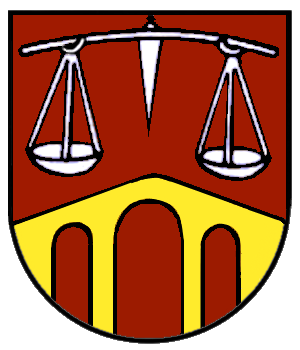
Gemeinde Ostendorf In Rot oben eine silberne Balkenwaage, unten eine dreibogige goldene Brücke.
Gemeinde Ottmarshausen Gespalten von Rot und Silber; vorne der silberne Doppelbuchstabe R, hinten ein roter Schachrochen.
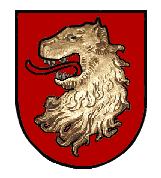
Gemeinde Reichertshofen In Rot ein goldener Löwenkopf.
Gemeinde Reinhartshausen Geteilt; oben in Gold eine aus der Teilungslinie wachsende blaue Lilie, unten in Blau ein silbernes Haus mit goldenem Dach.
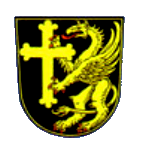
Gemeinde Reinhartshofen In Schwarz ein rotbewehrter goldener Greif, der ein goldenes Kleeblattkreuz trägt.
Gemeinde Reitenbuch In Schwarz über einem goldenen Kleeblattkreuz eine silberne Taube mit ausgebreiteten Flügeln.
Gemeinde Rettenbergen In Schwarz über drei, zwei zu eins gestellten goldenen Steinen eine mit roten Steinen besetzte goldene Märtyrerkrone.[17]
Gemeinde Reutern Geteilt von Rot und Silber; oben eine zweitürmige silberne Burg mit Mittelgiebel und anschließenden Mauerstücken; unten ein schräges blaues Rodungsbeil mit rotem Griff, umgeben von einer dem Schildrand folgenden roten Kette.
Gemeinde Ried Gespalten von Gold und Schwarz; in verwechselten Farben auf dem Dreiberg vorne ein schwarzes Kreuz, hinten drei goldene Rohrkolben.[18]
Gemeinde Rommelsried Über silbernem Schildfuß, darin ein roter Ring (Bronzering), in Rot das goldene Katharinenrad.
Gemeinde Schlipsheim Gespalten von Blau und Gold mit zwei einander zugewendeten, aufgerichteten Löwen in verwechselten Farben, die einen in Gold und Blau gekleideten Mannesrumpf emporheben; das Männlein hält in der Rechten drei Reiherfedern, von denen die mittlere golden, die äußeren silber sind.
Gemeinde Schwabegg Gespalten von Rot und Silber, belegt mit einem Doppeladler in verwechselten Farben.
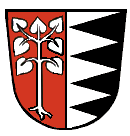
Gemeinde Schwabmühlhausen Gespalten von Rot und Silber; vorn eine bewurzelte siebenblättrige silberne Buche, hinten vier nach rechts gerichtete schwarze Spitzen.
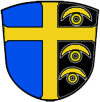
Gemeinde Siegertshofen Ein durchgehendes goldenes Tatzenkreuz mit zwei rechten blauen Winkeln, in den linken schwarzen Winkeln oben eine, unten zwei goldene Wolfsangeln.
Gemeinde Steinekirch In Rot über einer aus dem unteren Schildrand wachsenden silbernen Kirche ein schreitender silberner Wolf.
Gemeinde Steppach bei Augsburg In von Rot und Silber gespaltenem Schild eine gefüllte und gestielte Rose in verwechselten Farben.
Gemeinde Stettenhofen Gespalten von Rot und Silber; hinten der rote Doppelbuchstabe R.
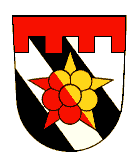
Gemeinde Straßberg Unter einem unten gezinnten roten Schildhaupt dreimal schräg geteilt von Silber und Schwarz, belegt mit einer von Gold und Rot schräg geteilten heraldischen Rose.
Gemeinde Streitheim Gespalten von Rot und Silber; vorne eine Fichte, hinten ein rechtsgewendetes Breitbeil in verwechselten Farben.
Gemeinde Täfertingen Über rotem Schildfuß, darin eine fliegende silberne Taube, in silber übereinander drei liegende rote Schlüssel mit abwärts gekehrten Bärten.
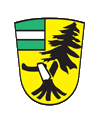
Gemeinde Unterschöneberg In Gold ein bewurzelter schwarzer Nadelbaum, der von einer silbernen Axt mit schwarzem Stiel getroffen nach links umsinkt; das rechte Obereck grün, darin ein silberner Balken.
Gemeinde Vallried In Gold über einem grünen Dreiberg ein grünes Hufeisen.
Gemeinde Waldberg In Silber ein gezackter, mit zwei grünen Nadelbäumen bestandener grüner Berg, der mit einem rot gezungten, silbernen Wolfskopf belegt ist.
Gemeinde Westheim bei Augsburg Gespalten von Rot und Silber über einem Dreiberg in verwechselten Farben; vorne der silberne Doppelbuchstabe R, hinten ein aus der linken Kuppe des Dreibergs wachsendes rotes Tatzenkreuz.
Gemeinde Willishausen Über drei, ein zu zwei gestellten roten Backsteinen im Schildfuß gespalten von Blau und Silber; vorne ein silberner Flug, hinten eine gestielte blaue heraldische Rose mit silbernem Butzen.
Gemeinde Willmatshofen In Silber ein mit drei silbernen Muscheln belegter roter Schrägbalken, der von je einem sechsstrahligen roten Stern begleitet ist.
Gemeinde Wollbach Gespalten von Rot und Silber; vorne übereinander drei sechsstrahlige goldene Sterne, hinten ein stehender, rotbewehrter schwarzer Bär.[19]
Gemeinde Wollishausen Über grünem Dreiberg gespalten von Rot und Silber; vorne eine auf der Spitze stehende silberne Pflugschar in altertümlicher Form, hinten ein schwebendes rotes Kreuz.
Gemeinde Wollmetshofen Gespalten von Silber und Blau, belegt mit einem durchgehenden goldenen Balken; vorne oben schwebend eine rote Rose, vorne unten ein sechsstrahliger blauer Stern.
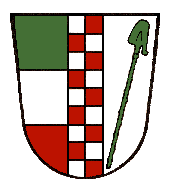
Gemeinde Wörleschwang Durch einen in zwei Reihen von Silber und Rot geschachteten Pfahl gespalten; vorne zweimal geteilt in Grün, Silber und Rot, hinten in Silber eine schräglinks gestellte grüne Hirtenschaufel.
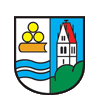
Gemeinde Zusamzell Gespalten von Silber und Blau; vorne über einem blauen Doppelwellenbalken schwebend ein Buch mit drei goldenen Kugeln, hinten ein Kirchturm.